# آنا كوفمان
آنا كوفمان (بالألمانية: Anna Kaufmann)‏ هي مغنية أوبرا ومغنية ألمانية، (و. 1845  م).